# Хобсон Сити (Алабама)
Хобсон Сити (енгл. Hobson City) град је у америчкој савезној држави Алабама. По попису становништва из 2010. у њему је живело 771 становника.

## Демографија
Према попису становништва из 2010. у граду је живело 771 становника, што је 107 (12,2%) становника мање него 2000. године.
| Група             | 2000.       | 2010.       |
| Белци             | 53 (6,0%)   | 96 (12,5%)  |
| Афроамериканци    | 814 (92,7%) | 662 (85,9%) |
| Азијати           | 0 (0,0%)    | 3 (0,4%)    |
| Хиспаноамериканци | 5 (0,6%)    | 10 (1,3%)   |
| Укупно            | 878         | 771         |